# Europese kampioenschappen roeien 2007
De Europese kampioenschappen roeien 2007 werden van vrijdag 21 september tot en met zondag 23 september gehouden in Poznań, een stad in het westen van  Polen. De Europese kampioenschappen roeien 2007 werden georganiseerd door de FISA.

## Medaillewinnaars

### Mannen
| Bootklasse              | Goud | Goud    | Zilver | Zilver  | Brons | Brons   |
| Skiff M1x               | Oostenrijk Ralph Kreibich | 7:08,35 | Litouwen Mindaugas Griskonis | 7:09,68 | Bulgarije Aleksandar Aleksandrov | 7:10,94 |
| Twee zonder M2-         | Servië Goran Jagar Nikola Stojić | 6:44,30 | Polen Piotr Hojka Jarosław Godek | 6:46,35 | Italië Giuseppe De Vita Andrea Palmisano | 6:46,66 |
| Dubbel twee M2x         | Griekenland Ioannis Tsamis Ioannis Christou                                                                                                   | 6:28,78 | Kroatië Mario Vekić Hrvoje Jurina | 6:30,25 | Duitsland Eric Knittel Tim Bartels | 6:30,70 |
| Vier zonder M4-         | Tsjechië Michal Horváth Jan Gruber Milan Bruncvík Karel Neffe, Jr.                                                                            | 6:10,38 | Duitsland Fokke Beckmann Richard Schmidt Sebastian Schmidt Kristof Wilke                                                                                           | 6:12,48 | Griekenland Georgios Tsiompanidis Joannis Tsilis Georgios Tziallas Pavlos Gavriilidis                                                                                     | 6:13,50 |
| Dubbel vier M4x         | Rusland Nikita Morgachev Aleksey Svirin Aleksandr Kornilov Nikael Bikau-Mfantse                                                               | 5:56,06 | Italië Luca Ghezzi Federico Gattinoni Simone Venier Simone Raineri                                                                                                 | 5:58,38 | Wit-Rusland Valery Radzevich Dzianis Mihal Stanislau Shcharbachenia Andrei Pliashkou                                                                                      | 6:01,79 |
| Acht M8+                | Tsjechië Jakub Zof Jakub Friedberger Václav Chalupa Jakub Makovička Jan Schindler Milan Doleček Jakub Hanák Ondřej Synek Oldřich Hejdušek (s) | 5:44,80 | Polen Michał Stawowski Bogdan Zalewski Sławomir Kruszkowski Sebastian Kosiorek Mikołaj Burda Wojciech Gutorski Piotr Buchalski Rafał Hejmej Daniel Trojanowski (s) | 5:47,93 | Wit-Rusland Andrei Tatarchuk Dzianis Yakubau Aleh Maskaliou Andrei Dzemyanenka Yauheni Nosau Aliaksandr Dzernavy Vadzim Lialin Aliaksandr Kazubouski Piotr Piatrynich (s) | 5:48,83 |
| Lichte dubbel twee LM2x | Hongarije Zsolt Hirling Tamás Varga | 6:36,99 | Griekenland Dimitrios Mougios Vasileios Polymeros | 6:39,26 | Tsjechië Jan Vetešník Ondřej Vetešník | 6:45,75 |
| Lichte vier zonder LM4- | Italië Jiří Vlček Catello Amarante Salvatore Amitrano Bruno Mascarenhas                                                                       | 6:17,84 | Servië Veljko Urošević Nenad Babović Goran Nedeljković Miloš Tomić                                                                                                 | 6:20,49 | Rusland Ilya Ashchin Aleksander Savkin Alexander Zyuzin Sergey Bukreev | 6:23,01 |

### Vrouwen
| Bootklasse              | Goud | Goud    | Zilver | Zilver  | Brons | Brons   |
| Skiff W1x               | Bulgarije Roemjana Nejkova | 7:36,23 | Tsjechië Miroslava Knapková | 7:39,46 | Zweden Frida Svensson | 7:49,29 |
| Twee zonder W2-         | Duitsland Lenka Wech Maren Derlien | 7:18,00 | Rusland Vera Pochitaeva Alevtina Podvyazkina | 7:30,90 | Roemenië Adelina Cojocariu Nicoleta Albu | 7:34,60 |
| Dubbel twee W2x         | Tsjechië Gabriela Vařeková Jitka Antošová | 7:12,99 | Finland Sanna Stén Minna Nieminen | 7:14,68 | Wit-Rusland Hanna Nakhayeva Volha Berazniova | 7:17,58 |
| Dubbel vier W4x         | Oekraïne Svitlana Spiriukhova Nataliia Huba Olena Olefirenko Tetiana Kolesnikova | 6:42,34 | Roemenië Ionelia Neacşu Enikő Barabás Camelia Lupașcu Roxana Cogianu                                                                                      | 6:47,50 | Duitsland Sophie Dunsing Julia Richter Judith Aldinger Lena Moebus                                                                               | 6:47,64 |
| Acht W8+                | Roemenië Rodica Şerban-Florea Viorica Susanu Simona Muşat-Strimbeschi Ana Maria Apachiţei Aurica Bărăscu Ioana Papuc Georgeta Damian-Andrunache Doina Ignat Elena Georgescu-Nedelc (s) | 6:23,24 | Duitsland Josephine Wartenberg Marlene Sinnig Sonja Ziegler Katrin Reinert Kerstin Naumann Nadine Schmutzler Nina Wengert Silke Günther Annina Ruppel (s) | 6:27,87 | Verenigd Koninkrijk Jo Cook Lindsey Maguire Alice Freeman Rebecca Rowe Vicki Etiebet Lauren Fisher Anna McNuff Vicky Myers Rebecca Dowbiggin (s) | 6:32,58 |
| Lichte dubbel twee LW2x | Griekenland Chrysi Biskitzi Alexandra Tsiavou | 7:21,03 | Polen Magdalena Kemnitz Ilona Mokronowska | 7:23,51 | Italië Erika Bello Laura Milani | 7:26,57 |

## Medailleklassement
| Plaats | Land                | Goud | Zilver | Brons | Totaal |
| 1      | Tsjechië            | 3    | 1      | 1     | 5      |
| 2      | Griekenland         | 2    | 1      | 1     | 4      |
| 3      | Duitsland           | 1    | 2      | 2     | 5      |
| 4      | Italië              | 1    | 1      | 2     | 4      |
| 5      | Roemenië            | 1    | 1      | 1     | 3      |
| 5      | Rusland             | 1    | 1      | 1     | 3      |
| 7      | Servië              | 1    | 1      | 0     | 2      |
| 8      | Bulgarije           | 1    | 0      | 1     | 2      |
| 9      | Oostenrijk          | 1    | 0      | 0     | 1      |
| 9      | Hongarije           | 1    | 0      | 0     | 1      |
| 9      | Oekraïne            | 1    | 0      | 0     | 1      |
| 12     | Polen               | 0    | 3      | 0     | 3      |
| 13     | Finland             | 0    | 1      | 0     | 1      |
| 13     | Kroatië             | 0    | 1      | 0     | 1      |
| 13     | Litouwen            | 0    | 1      | 0     | 1      |
| 16     | Wit-Rusland         | 0    | 0      | 3     | 3      |
| 17     | Verenigd Koninkrijk | 0    | 0      | 1     | 1      |
| 17     | Zweden              | 0    | 0      | 1     | 1      |
| Totaal | Totaal              | 14   | 14     | 14    | 42     |